# Motu River
Der Motu River ist ein 147 km langer Fluss im Osten der Region Bay of Plenty auf der Nordinsel von Neuseeland.

## Geographie
Der Motu River entspringt an den Hängen des Maungahaumi an der Südseite der Raukumara Range südlich von Opotiki. Er verläuft ostwärts, durchschneidet die Gebirgskette und erhält dabei mehrere Zuflüsse, die sein Wassereinzugsgebiet auf insgesamt 1.193 km2 vergrößert. Schließlich nördlich verlaufend, mündet der Fluss in der Bay of Plenty in den Pazifischen Ozean. Der Moto River ist durch eine Reihe von Stromschnellen gekennzeichnet. Im Oberlauf sind dies The Slot und die Bullivants Cascades, im mittleren Abschnitt Sonny’s Revenge, die Boulder Rapid, The Shute, Double Staircase, die Helicopter Rapid, die Fan Rapid und die White Rapid.

## Namensbedeutung
Der Māori-Name des Flusses Mōtu bedeutet „abgeschnitten“ oder „isoliert“. Dies bezieht sich auf den Oberlauf, größtenteils unbewohntes Hügelland, das sehr steil und bis heute mit dichtem Regenwald bedeckt ist.

## Nutzung
Der Fluss wird besonders für Abenteuertouristik wie Jetboot fahren und Rafting genutzt. Ein Vorschlag aus der Mitte des 20. Jahrhunderts, den Fluss zur Stromgewinnung anzustauen, wurde verworfen. Der Motu River war 1984 das erste Gewässer, das unter dem Water and Soil Conservation Act 1967 durch eine National Water Conservation Order unter Schutz gestellt wurde.